# Na Cadência do Samba (Que Bonito É)
Na Cadência do Samba, mais conhecida simplesmente por "Que Bonito É", é uma canção composta em 1956 por Luiz Bandeira e gravada originalmente como Na Cadência do Samba num compacto de 1956.
Um ano mais tarde, seria gravada em uma versão instrumental por Waldir Calmon e sua Orquestra no LP "Samba! Alegria do Brasil", sendo essa a sua versão mais famosa. Essa versão é considerada uma espécie de hino do futebol brasileiro - apesar de não ter sido composta com essa intenção (não há qualquer referência ao futebol em sua letra) - já que foi adotada como prefixo e fundo musical para cenas de futebol no jornal cinematográfico Canal 100, de Carlos Niemeyer, e onde ganharia o prefixo Que Bonito É.
Por conta disso, anos mais tarde, para as suas transmissões esportivas, a Rádio Globo fez uma versão da música, incluindo referências ao futebol em sua letra. Em 1977, Osmar Santos se transferiu da Jovem Pan para a Rádio Globo. Lá, queria inserir uma música como vinheta após o grito de gol, seguindo os moldes da emissora anterior. Houve uma readaptação a “Na Cadência do Samba” e a música também passou a ser associada ao Pai da Matéria.
Existem inúmeras regravações desta canção, conforme catalogado pelo Instituto Memória Musical Brasileira.

## Trilha-Sonoras
- A música foi adotada como prefixo e fundo musical para cenas de futebol no jornal cinematográfico Canal 100, de Carlos Niemeyer.
- A música foi adotada e readaptada como vinheta após o gol na Rádio Globo São Paulo entre 1977 e 1988. Posteriormente, com a transferência de Osmar Santos para a Rádio Record em 1989, a nova emissora se apropriou da vinheta e, mesmo com a saída de Osmar em 1991, passou a utilizar tempos depois com outros narradores (como Osvaldo Maciel e Dirceu Maravilha).
- A música fez parte da trilha-sonora da novela Vereda Tropical, na versão da banda Poucas & Boas, como tema do personagem Cantareira.
- A música faz parte da trilha-sonora do filme O Ano Em Que Meus Pais Saíram de Férias.[8]
- Uma versão instrumental modificada da música tocou em momentos esportivos da telenovela Carrossel.
- A versão instrumental da música também fez parte da trilha-sonora da novela Avenida Brasil, como tema dos 	treinos do Divino Futebol Clube.[9]
- Um trecho da música tocou antes do momento esportivo de Carrossel 2: O Sumiço de Maria Joaquina, quando a turma vai jogar futsal contra o time do Falcão no desafio do Gonzales para salvar Maria Joaquina, que foi sequestrada.
- A música é utilizada no musical "Samba Futebol Clube”, que retrata a alma do brasileiro.[10]

## Regravações
- Em 2017, visando a Copa do Mundo de 2018, a Vivo, à época patrocinadora da Seleção Brasileira, fez uma releitura da música para um comercial da empresa.[11]
- Em 2019, o grupo Barbatuques deu uma nova roupagem à canção, que inclusive ganhou um videoclipe.[12]